# Meringis rectus
Meringis rectus är en loppart som beskrevs av Morlan 1953. Meringis rectus ingår i släktet Meringis och familjen mullvadsloppor. Inga underarter finns listade i Catalogue of Life.